# 山陰地方
山陰地方（さんいんちほう）は、日本の地域の一つであり、本州西部のうち日本海に面する地方である。名称は五畿七道の山陰道に因む。

## 範囲
「山陰地方」の範囲・定義は、場合によって異なるが、いずれも東西に細長く延びる定義である。最も短くて300kmほどである。
| 山口県北部 | 鳥取県 島根県 | 京都府北部 兵庫県北部 | 概要 |
| ---------- | ------------- | --------------------- | --- |
| ×          | ○             | ×                     | いわゆる「山陰両県」。 現代においては、行政区域で示す場合にはこの2県を指すことが比較的多い。 その中核は両県境を中心とする雲伯地域である。 令制国では因幡国・伯耆国・出雲国・石見国・隠岐国の5国にあたる。 電話市外局番が085Nの地域でもある。 放送における山陰準広域圏の地域であり、参議院選挙における合同選挙区でもある。 |
| ×          | ○             | ○                     | 五畿七道の山陰道に該当する地域。 こちらが本来の定義で、令制国では上記5国に丹波国・丹後国・但馬国の3国を加えた8国にあたる。 京都府と兵庫県の範囲は「北近畿」「近畿北部」と呼ぶことがある。 例：山陰海岸国立公園、山陰海岸ジオパーク                                                                                        |
| ○          | ○             | ×                     | 「中国地方の日本海側」という意味でこの範囲を指すことがあり、山陰両県に山口県北部（萩市、長門市、阿武町など）を加えた範囲を指す。 |
| ○          | ○             | ○                     | 最も広義の山陰地方である。 |

## 呼称
「山陰」の「陰」は、元々中国語で「山の北側」（あるいは「川の南側」）を意味する漢字である（淮陰、江陰など）。しかし、「陰気」「日陰」などに通ずる漢字でもあり、また山陰地方の気候も加えて、「『山陰』のネーミングは暗い」として、今までに「北陽地方」「北中国地方」「南日本海地方」「西日本北部」「山北地方」等の呼称が一部から提案されたが、いずれも定着していない。

## 地理

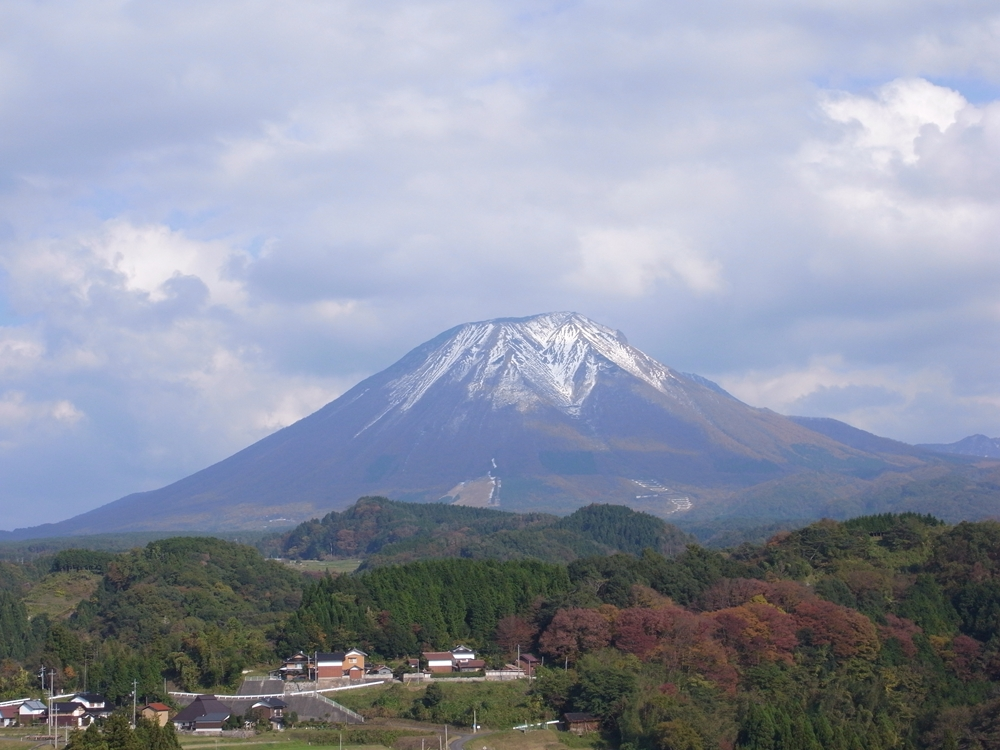
大山（鳥取県）

### 地形
- 山：大山、三瓶山、氷ノ山
- 川：千代川、日野川、大橋川、斐伊川、江の川、高津川
- 湖：中海、宍道湖

### 気候
日本海側気候の特徴を持つ。島根県東部以東では降雪量もやや多くなるが、他の日本海側と比べて気温が高く、特に沿岸の都市部では道路上で圧雪よりもシャーベット状になり易い。ただし、山間部では根雪になり、スキー場も存在する。

## 歴史・文化

### 歴史

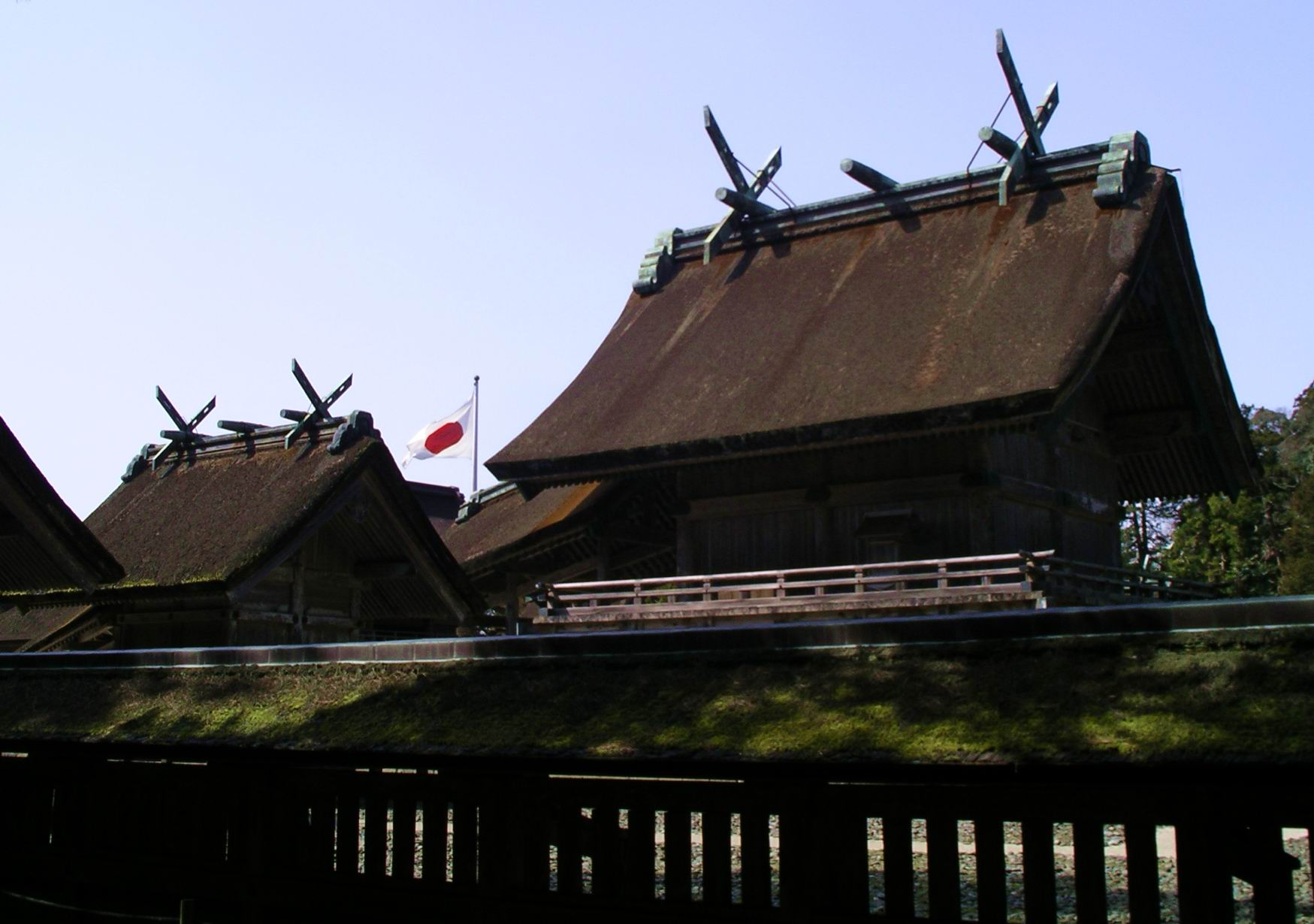
出雲大社（島根県）

大国主命・因幡の白兎・スサノオ・八股の大蛇・神楽など、日本神話と深い繋がりを持つ土地柄である。帆船時代以前は、対馬海流を利用した朝鮮半島との交流が深く、対馬海流がぶつかる日御碕から稲佐の浜の地域を擁し、東方へは古事記の比婆山を擁する安来を含む出雲国は、国内の先進地域の1つとして独立国家の様相を呈した。
江戸時代には、城下町の他、北前船の寄港地となって栄えた港町も生まれ、現在にその佇まいを見せる所も多い。
現在の主な特産品や工芸品としては、鳥取県の鳥取和牛、カニ、岩ガキ、梨、猛者エビ、島根県の宍道湖のシジミ、出雲そば、そろばん、但馬地方の但馬牛、甘エビなどがある。

### 方言
- 東山陰方言 - 京都府北部、兵庫県北部（丹但）、鳥取県因幡・東伯耆地域
- 雲伯方言 - 鳥取県西伯耆地域、島根県出雲地域・隠岐地域
- 西中国方言（山陽方言） - 島根県石見地域

## 地域

### 交流圏
山陰地方は、概して山陰本線・国道9号沿いの隣接市町村との間での交流が目立つが、出雲国と石見国の境から東側と西側では繋がりが大きく異なっており、分断される傾向が強い。
萩市など山口県北部（長門国）は九州との、島根県西部（石見国）は浜田自動車道によって広島県西部（安芸国）との繋がりが見られる。一方の倉吉市以東は智頭急行のスーパーはくとにより兵庫県南西部（播磨国）や京阪神との繋がりが見られる。ある程度は経済圏として独立性を持つ中海・宍道湖・大山圏域も、米子自動車道や松江自動車道によって岡山県・広島県との交流が見られる。

### 主要都市圏
| 10万人以上の都市雇用圏 （2015年国勢調査時点の10%都市圏） - 松江都市圏（28万4790人） - 鳥取都市圏（23万2610人） - 米子都市圏（23万1746人） - 出雲都市圏（17万1938人） - 豊岡都市圏（12万4608人） - 福知山都市圏（11万2756人） - 倉吉都市圏（10万4320人） | （2010年国勢調査時点の10%都市圏） - 松江都市圏（29万2366人） - 鳥取都市圏（23万9829人） - 米子都市圏（23万4641人） - 出雲都市圏（17万1485人） - 豊岡都市圏（13万1789人） - 福知山都市圏（11万5517人） - 倉吉都市圏（10万8717人） ※2010年版では安来市が松江都市圏に 入っている。 | （2000年国勢調査時点の10%都市圏） - 米子都市圏（25万2387人） - 鳥取都市圏（24万9067人） - 松江都市圏（22万5937人） - 出雲都市圏（17万3715人） - 福知山都市圏（13万6096人） - 豊岡都市圏（11万8565人） - 倉吉都市圏（11万6650人） - 舞鶴都市圏（10万6154人） |

### 都市

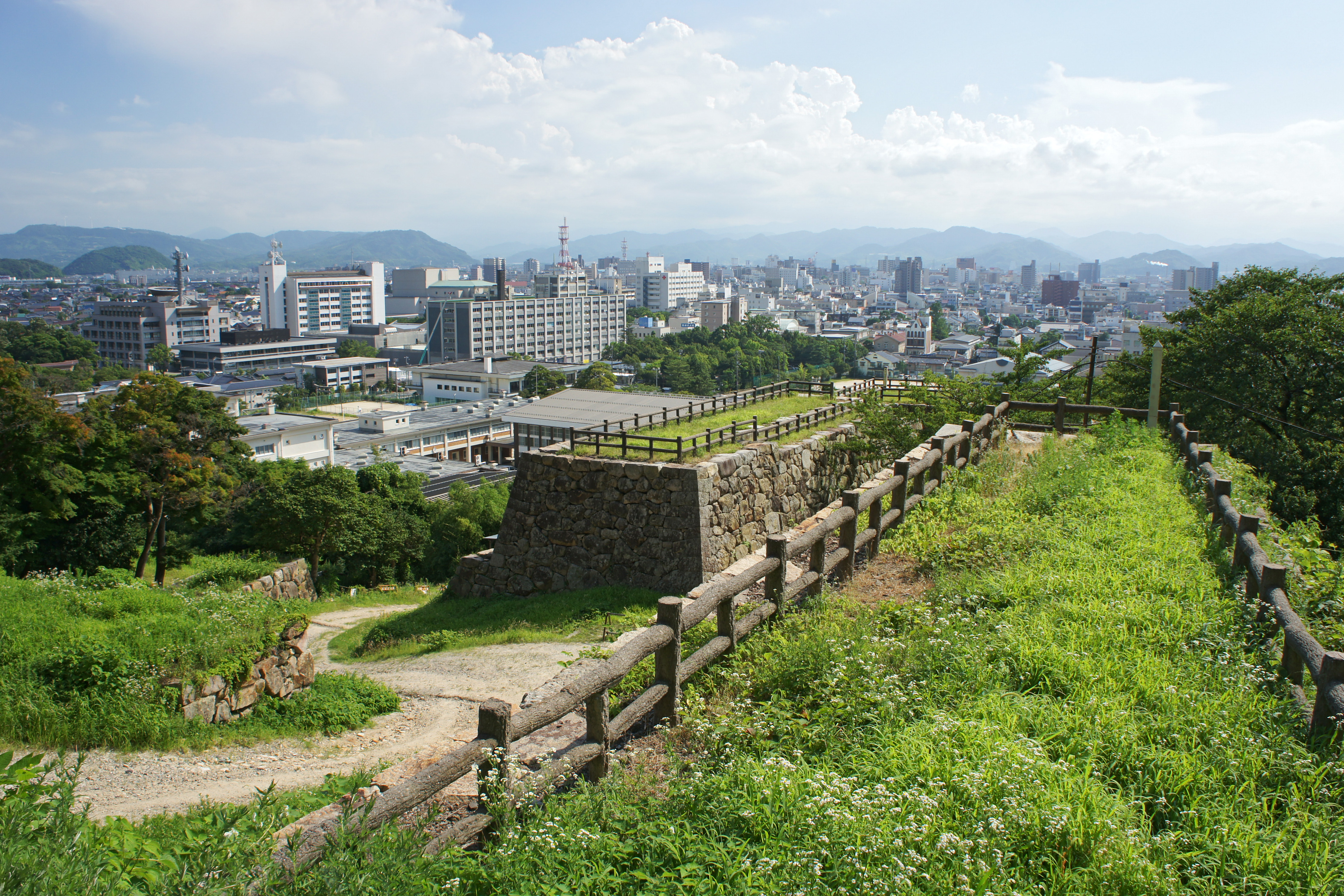
鳥取城址から鳥取市街を望む

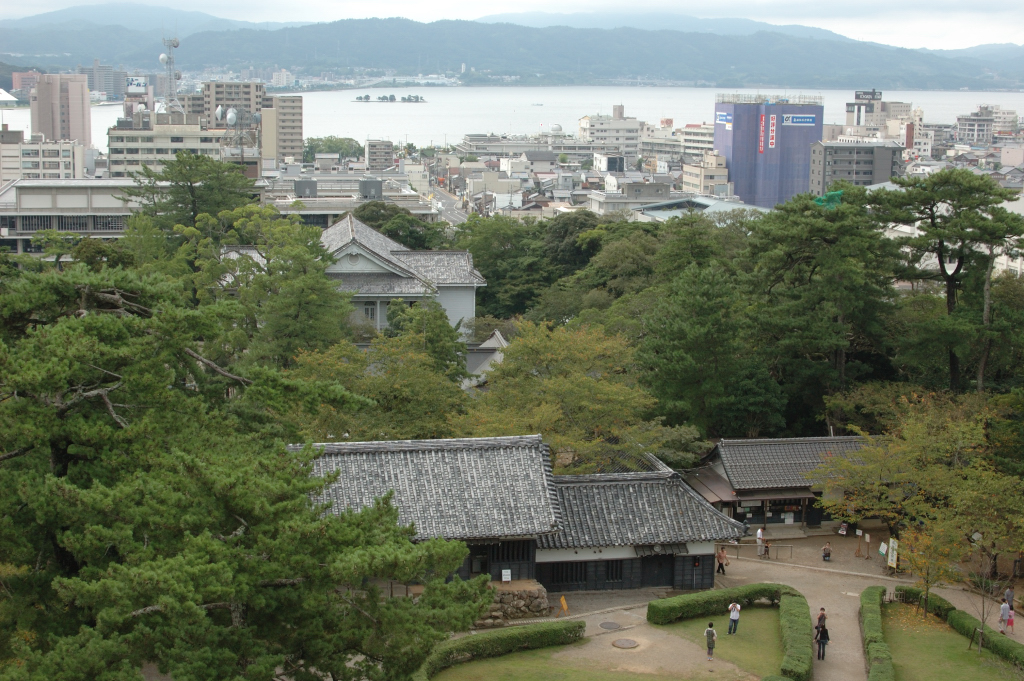
松江城から松江市街と宍道湖を望む

#### 中核市
- 松江市（島根県・人口19.6万人・県庁所在地）
- 鳥取市（鳥取県・人口18.1万人・県庁所在地）

#### 一般市
- 出雲市（島根県・人口17万人）
- 米子市（鳥取県・人口14.3万人）
- 舞鶴市（京都府・人口7.4万人）
- 豊岡市（兵庫県・人口7.2万人）
- 福知山市（京都府・人口7.4万人）
- 浜田市（島根県・人口5万人）
- 京丹後市（京都府・人口4.7万人）
- 倉吉市（鳥取県・人口4.3万人）
- 益田市（島根県・人口4.2万人）
- 安来市（島根県・人口3.4万人）
- 雲南市（島根県・人口3.3万人）
- 大田市（島根県・人口3万人）
- 境港市（鳥取県・人口3.1万人）
- 綾部市（京都府・人口3万人）
- 朝来市（兵庫県・人口2.7万人）
- 養父市（兵庫県・人口2万人）
- 江津市（島根県・人口2.1万人）
- 宮津市（京都府・人口1.5万人）

※人口は、2025年5月1日推計人口の1000人台以下を四捨五入した数値。日本の市の人口順位参照。

## 交通

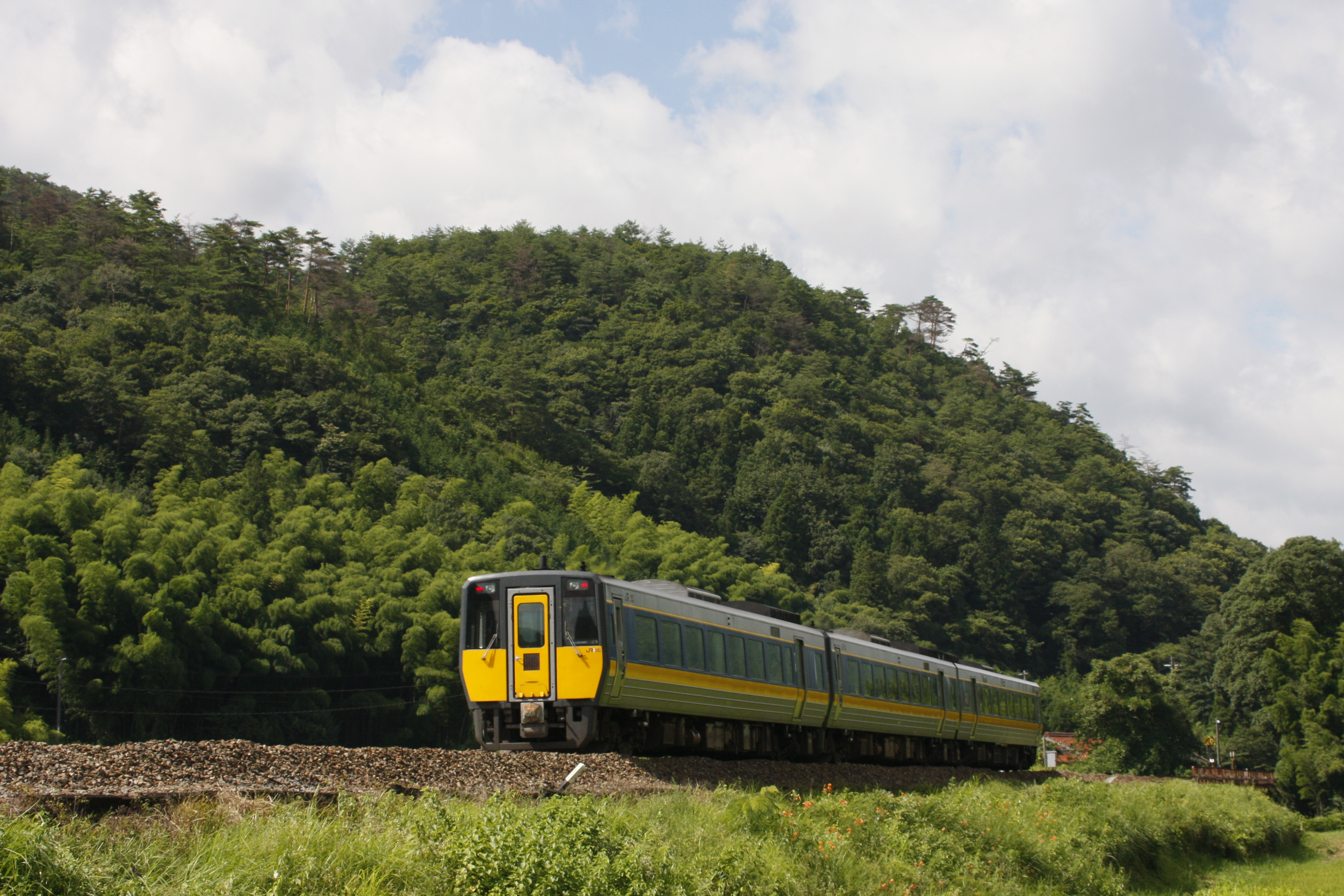
鳥取駅から新山口駅までを走る特急おき

### 鉄道
西日本旅客鉄道
- 山陰本線
- 因美線
- 伯備線
- 境線
- 木次線
- 山口線

智頭急行
- 智頭線

若桜鉄道
- 若桜鉄道若桜線

一畑電気鉄道
- 一畑電車北松江線
- 一畑電車大社線

### 主な道路

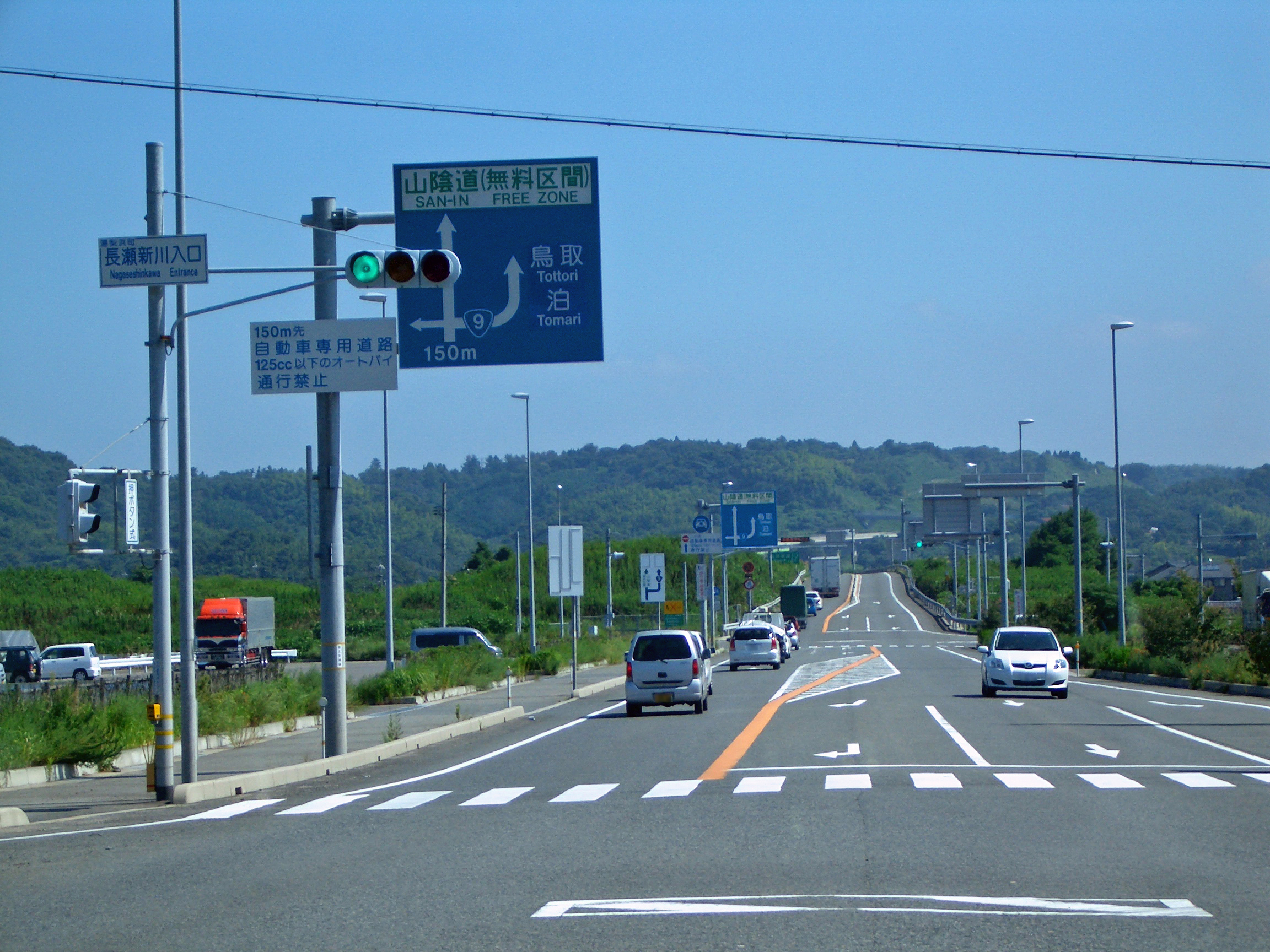
山陰自動車道はわいインターチェンジ付近

#### 高速道路
- 山陰自動車道
- 山陰近畿自動車道
- 鳥取自動車道
- 米子自動車道
- 松江自動車道
- 浜田自動車道
- 中国自動車道（島根県の南西部をかするように通過する）

#### 幹線国道
- 国道9号
- 国道29号
- 国道53号
- 国道54号

#### その他の国道
- 国道178号
- 国道179号
- 国道180号
- 国道181号
- 国道183号
- 国道184号
- 国道186号
- 国道187号
- 国道191号
- 国道261号
- 国道262号
- 国道312号
- 国道313号
- 国道314号
- 国道375号
- 国道431号
- 国道432号
- 国道482号
- 国道485号

### 空港
- 鳥取空港（鳥取市）
- 米子鬼太郎空港（境港市）
- 出雲縁結び空港（出雲市）
- 萩・石見空港（益田市）
- 隠岐空港（隠岐の島町）

### 航路

#### 国際フェリー（鳥取県）
- DBSクルーズフェリー（境港国際旅客ターミナル -  韓国・東海市 -  ロシアウラジオストク）

#### その他の航路（山口県）
- 相島航路（萩市）
- 大島航路（萩市）
- 見島航路（萩市）

#### その他の航路（島根県）
- 隠岐汽船（松江市・隠岐の島町）

## 山陰を冠した企業
以下は全て鳥取・島根両県のいずれかに所在。

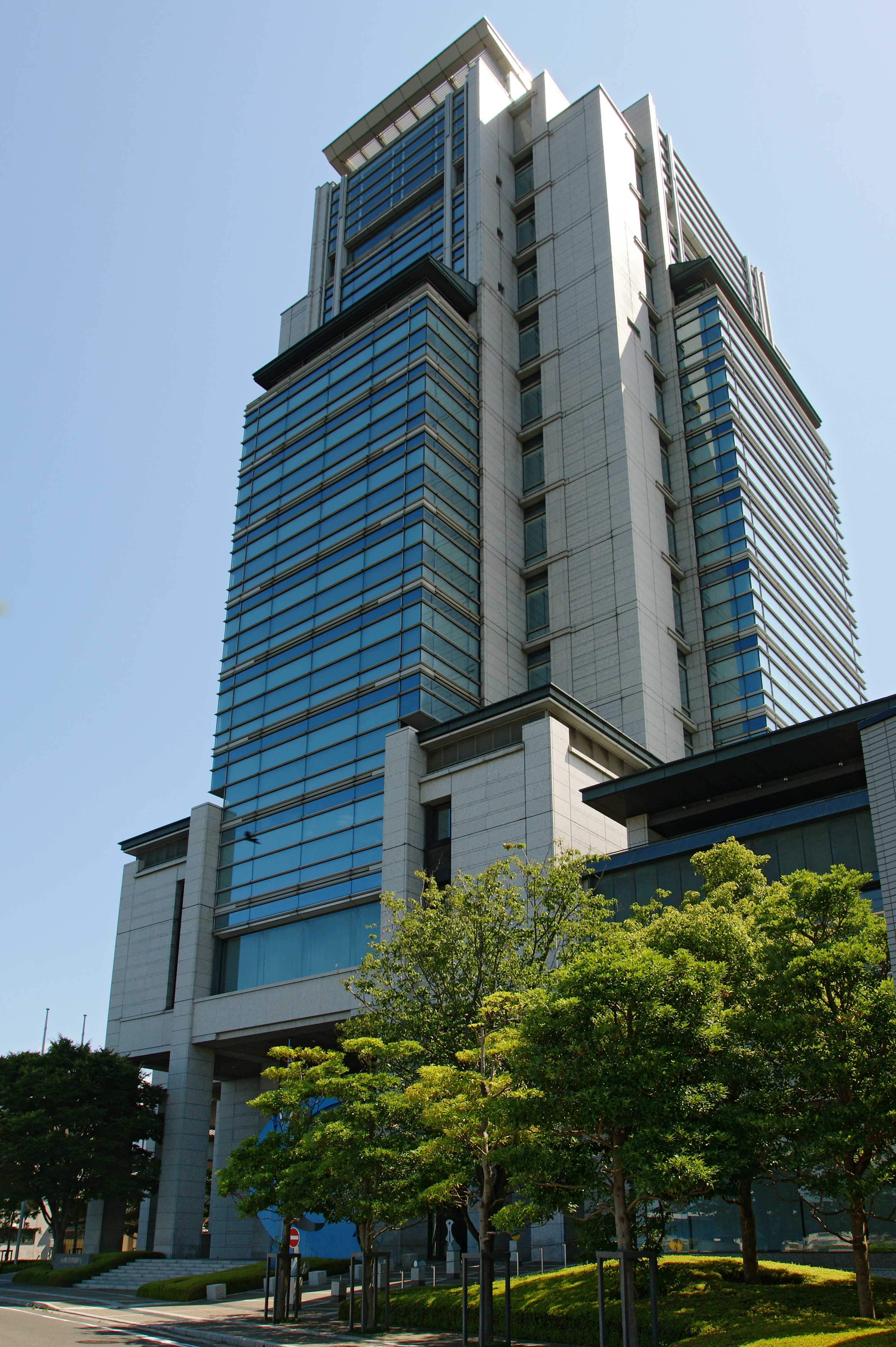
山陰合同銀行本社

- 山陰合同銀行（島根県・鳥取県随一の地方銀行。愛称「ごうぎん」。本社は松江市）
- 山陰放送（鳥取県米子市に本社を置くラテ兼営の放送局。テレビはTBS系列、ラジオはJRN・NRN系列）
- 山陰中央テレビジョン放送（島根県松江市に本社を置くフジテレビ系列のテレビ局）
- 山陰中央新報社（山陰中央新報を発行する新聞社。本社は松江市）
- エフエム山陰（松江市に本社を置くJFN系の民放FMラジオ局）
- ローソン山陰（米子市に本社を置くローソンのエリアフランチャイザー）

## 山陰地方のテレビ局
鳥取・島根両県の地上波デジタル放送のリモコンキーID、チャンネル数はともに富山県と全く同じ番号である。電波相互乗り入れも参照。
- 日本海テレビジョン放送（1、日本テレビ系列。両県。鳥取市）
- NHK鳥取放送局（Eテレ2・総合3。鳥取。鳥取市）
- NHK松江放送局（Eテレ2・総合3。島根。松江市）
- 山陰放送（6、TBS系列。両県。米子市）
- 山陰中央テレビジョン放送（8、フジテレビ系列。両県。松江市）

## スポーツ

### バスケットボール
ジャパン・プロフェッショナル・バスケットボールリーグ
- 島根スサノオマジック

### 野球
社会人野球
- 鳥取Pear Kings

### サッカー
Jリーグ
- ガイナーレ鳥取

中国リーグ
- デッツォーラ島根

### ソフトボール
男子西日本リーグ
- ホシザキ電機

女子リーグ
- 島根三洋

### ホッケー
日本リーグ（男子）
- Selrio島根

関西リーグ
- 八頭クラブ

西日本リーグ（女子）
- 鳥取短期大学
- ニッポー

### 陸上競技
駅伝（男子）
- ホシザキ電機